# 假拿督
在馬來西亞，假拿督是指假借王室的名義，利用偽造文書販售勳章（darjah kebesaran，政府、王室頒贈的榮譽證章）、頭銜（gelaran，姓名前綴的稱謂）或勳銜（huruf ringkas，姓名後綴的勳章名稱縮寫）；或者利用虛假的拿督身份進行欺詐的犯罪行為。

## 假拿督的來源
「假拿督」的來源可能是有組織利用偽造文件仿冒、捏造或虛構的，也有可能是來自馬來西亞政府不承認的外國拿督，一些涉嫌售賣勳章的組織已經被政府撤銷註冊。檳城拿督理事會呼吁非在馬來西亞受封的拿督，應該避免在馬來西亞國內自稱「拿督」，以免誤導民眾。首相署在2013年9月向國會下議院提呈《2013年徽章與命名（預防濫用）修正案》，任何人在知情的情況下接受不被承認的拿督頭銜，將會被定罪。

## 各界的意見
馬華公會公共服務及投訴局主任拿督張天賜表示，「假拿督」藉拿督的名義在國內外招攬生意，或藉慈善的名義斂財，誤導他人以為是重要人物或官員，此類欺詐事件在國內外屢見不鮮，證明拿督的頭銜已經遭到不法之徒的濫用。所以他建議拿督們在名片上列明受封的勳銜，並建議拿督理事會將受封者的名單上載至網頁，以利公眾查詢相關的資訊。
拿督張天賜認為，被受封為拿督的人士，必須是真正對國家社會有貢獻的人士，如今這個頭銜已經氾濫，導致有心人士利用「假拿督」的身份到處招搖撞騙。霹靂州蘇丹端姑·纳兹林沙曾經表示，政府已經頒贈了太多的拿督頭銜，這貶低了有關頭銜的價值和地位。
馬來西亞首相署副部長拿督劉偉強在回應國會上議院的有關提問時表示，不會承認菲律賓、印度尼西亞地方君主頒贈的拿督頭銜，因為有關的地方君主沒有「主權」；同時，已將歷年受封者的資料整理，上載至首相署國際會議禮儀與事務組的網站。
2016年11月21日，为杜绝滥用和买卖假勋衔，马来西亚联邦国会下议院提呈通过《2016年勋衔相关罪行法令》和《2016年徽章与名字修正案》。经过修改后，两条法令于2017年10月25日正式通过，《2017年勋衔相关罪行法令》为使用假勋衔者，可面临最高3年监禁，而购买或贩卖假勋衔者则面临最高20年的监禁。而《2017年徽章及名字（修正）法令》为遏制使用假勋衔的该法令修正案，将罚款从不超过1000令吉，提高至不超过2万令吉，或监禁不超过3年，或两者兼施。

## 不受承認的榮譽
以下是近年來在馬來西亞出現過，並沒有得到馬來西亞聯邦和各州政府承認的勳章、頭銜和勳銜。
- 是印尼梭羅的貴族，自2002年開始在Keraton Surakarta頒贈勳章、頭銜和勳銜。[12][16]
- 是馬六甲南寧的第19任米南加保酋長，他宣稱他所設立的勳章，純粹是頒贈給米南加保部族的子民。[23][24][25]
- 自稱是霹雳王室後裔、第35任霹雳蘇丹、第48任淡馬錫拉惹和第44任馬六甲蘇丹，他的血統和身份並沒有獲得承認。[26]
- 是於2009年12月注冊成立的組織，稱是由吉蘭丹的王室成員組成，自2010年開始頒贈勳章、頭銜和勳銜。[27][28][29]
- 是菲律賓蘇祿的貴族，第35任蘇祿蘇丹，自2009年開始頒贈勳章、頭銜和勳銜。[30]

## 另見
- 拿督斯里烏達瑪
- 拿督斯里
- 拿督
- 准拿督，非正式的稱號
- Pseudo-chivalric orders
- False titles of nobility

## 外部連結
- 馬來西亞首相署國際會議禮儀與事務組 （页面存档备份，存于），查詢受封者名單和相關資訊
- 馬來西亞新聞局，查詢聯邦和各州屬的受封者名單
- DKBPP-KKLW.pdf，聯邦和各州屬拿督頭銜的相關資訊
- DN-25042012.pdf （页面存档备份，存于），馬來西亞國會上議院會議記錄，討論公佈受封者名單和外國拿督的合法性（第11～13頁）
- The Star Online，聯邦和各州屬冊封儀式和受封者名單的新聞索引

-->